# Parafia Trójcy Świętej w Ałmaty
Parafia Trójcy Świętej w Ałmaty – parafia rzymskokatolicka, znajdująca się w diecezji Ałmaty. W parafii posługują księża frańciszkanie. Według stanu na marzec 2024 proboszczem był o. Jan Bohumil Bednarski.